# Schiebfläche

Schiebfläche: Definition

Eine Schiebfläche oder Translationsfläche ist in der Geometrie eine Fläche, die durch eine besondere Art erzeugt wird:
- Sind {\displaystyle c_{1},c_{2}} zwei Raumkurven mit einem gemeinsamen Punkt {\displaystyle P}, so wird die Kurve {\displaystyle c_{1}} so verschoben, dass der Punkt {\displaystyle P} auf der Kurve {\displaystyle c_{2}} gleitet. Die dabei von {\displaystyle c_{1}} überstrichene Fläche nennt man Schiebfläche.

Liegen die beiden Kurven in einer gemeinsamen Ebene, so ist die Schiebfläche eben. Dieser Fall wird hier immer ausgenommen.
Einfache Beispiele sind

Ellipt. Paraboloid, parabol. Zylinder, hyperbol. Paraboloid als Schiebflächen

Schiebfläche: Schiebkurven sind Sinus-Bogen und Parabelbogen

Kreisschraubfläche: Verschiebung eines horizontalen Kreises entlang einer Schraublinie

1. ein senkrechter Kreiszylinder: {\displaystyle c_{1}} ist ein Kreis (oder ein anderer Querschnitt) und {\displaystyle c_{2}} eine Gerade.
2. das elliptische Paraboloid {\displaystyle \;z=x^{2}+y^{2}\;}: wobei {\displaystyle \ c_{1}:\;(x,0,x^{2})\ } (Parabel) und {\displaystyle \ c_{2}:\;(0,y,y^{2})\ } (Parabel) sind.
3. das hyperbolische Paraboloid {\displaystyle z=x^{2}-y^{2}}: wobei {\displaystyle c_{1}:(x,0,x^{2})} (Parabel) und {\displaystyle c_{2}:(0,y,-y^{2})} (nach unten geöffnete Parabel) sind.

Schiebflächen spielen in der darstellenden Geometrie und der Architektur als leicht modellierbare Flächen eine Rolle.

In der Differentialgeometrie werden Minimalflächen und Sehnenmittenflächen  als Schiebflächen aufgefasst und untersucht.
Man sollte die hier beschriebenen Translationsflächen (Schiebflächen) nicht mit den Translationsflächen in der komplexen Geometrie verwechseln.

## Parameterdarstellung
Sind {\displaystyle \ c_{1}:\;{\vec {x}}=\gamma _{1}(u)\ } und {\displaystyle \ c_{2}:\;{\vec {x}}=\gamma _{2}(v)\ } zwei Raumkurven mit {\displaystyle \gamma _{1}(0)=\gamma _{2}(0)={\vec {0}}}, so hat die zugehörige Schiebfläche {\displaystyle \Phi } die Parameterdarstellung:
- {\displaystyle {\vec {x}}=\gamma _{1}(u)+\gamma _{2}(v)\;}

und geht durch den Nullpunkt. Offensichtlich lassen sich die Rollen der Kurven {\displaystyle c_{1}} und {\displaystyle c_{2}} beim Erzeugen (Schieben) vertauschen. Deshalb nennt man beide Kurven Schiebkurven. Durch jeden Punkt {\displaystyle X} der Fläche geht eine zu {\displaystyle c_{1}} und zu {\displaystyle c_{2}} verschobene (kongruente) Kurve. Die Tangentialebene in {\displaystyle X} wird von den beiden Tangentenvektoren der Schiebkurven aufgespannt, falls die Vektoren linear unabhängig sind.
Ist die Bedingung {\displaystyle \gamma _{1}(0)=\gamma _{2}(0)={\vec {0}}} nicht erfüllt, muss die durch (*) definierte Schiebfläche weder den Nullpunkt noch die Kurven {\displaystyle c_{1},c_{2}} enthalten. Die Fläche enthält aber in jedem Fall verschobene Abbilder der Kurven {\displaystyle c_{1},c_{2}} als Parameterkurven {\displaystyle {\vec {x}}(u_{0},v)} bzw. {\displaystyle {\vec {x}}(u,v_{0})}.
Die zu {\displaystyle c_{1},c_{2}} gehörige Sehnenmittenfläche hat die Darstellung
{\displaystyle {\vec {x}}={\frac {1}{2}}(\gamma _{1}(u)+\gamma _{2}(v))\;.}

## Wendelfläche als Schiebfläche und Sehnenmittenfläche

Wendelfläche als Schiebfläche mit identischen Schiebkurven

Wendelfläche als Schiebfläche: alle Parameterlinien sind verschobene Abbilder der lila Schraublinie

Eine Wendelfläche ist eine spezielle Schraubfläche, bei der eine die Schraubachse senkrecht schneidende Gerade verschraubt wird. Sie ist ein Beispiel für eine Minimalfläche und lässt sich als Schiebfläche darstellen:
Die Wendelfläche mit der Parameterdarstellung
{\displaystyle {\vec {x}}(u,v)=(u\cos v,u\sin v,kv)}
hat die Ganghöhe {\displaystyle 2\pi k}.
Führt man neue Parameter {\displaystyle \alpha ,\varphi } so ein, dass
{\displaystyle u=2a\;\cos({\frac {\alpha -\varphi }{2}})\ ,\ \ v={\frac {\alpha +\varphi }{2}}}
und {\displaystyle a} eine positive Zahl ist, so erhält man die neue Parameterdarstellung
- {\displaystyle {\vec {X}}(\alpha ,\varphi )=\left(a\cos \alpha +a\cos \varphi \;,\;a\sin \alpha +a\sin \varphi \;,\;{\frac {k\alpha }{2}}+{\frac {k\varphi }{2}}\right)}

{\displaystyle =(a\cos \alpha ,a\sin \alpha ,{\frac {k\alpha }{2}})\ +\ (a\cos \varphi ,a\sin \varphi ,{\frac {k\varphi }{2}})\ .}
Dies ist die Parameterdarstellung einer Schiebfläche mit den zwei identischen Schiebkurven
{\displaystyle c_{1}:\;\gamma _{1}={\vec {X}}(\alpha ,0)=(a+a\cos \alpha ,a\sin \alpha ,{\frac {k\alpha }{2}})\quad } und
{\displaystyle c_{2}:\;\gamma _{2}={\vec {X}}(0,\varphi )=(a+a\cos \varphi ,a\sin \varphi ,{\frac {k\varphi }{2}})\ .}
Der für die Konstruktion in der Zeichnung benutzte gemeinsame Punkt ist {\displaystyle P={\vec {X}}(0,0)=(2a,0,0)}.
Die (identischen) Schiebkurven sind Schraublinien mit der Ganghöhe {\displaystyle k\pi \;,} die auf dem Zylinder mit der Gleichung {\displaystyle (x-a)^{2}+y^{2}=a^{2}} liegen. Alle Parameterlinien sind verschobene Abbilder der Schiebkurve {\displaystyle c_{1}}  (im Bild lila). Sie liegen auf senkrechten Kreiszylindern mit Radius {\displaystyle a}, die die z-Achse als Mantellinie enthalten.
Die neue Parameterdarstellung beschreibt nur Punkte der Wendelfläche, die innerhalb des Zylinders mit der Gleichung {\displaystyle x^{2}+y^{2}=4a^{2}} liegen.

Wendelfläche als Sehnenmittenfläche zweier identischer Erzeugerkurven (grüne Schraublinie)

Aus der neuen Parameterdarstellung der Wendelfläche erkennt man auch, dass sich die Wendelfläche als Sehnenmittenfläche darstellen lässt:
{\displaystyle {\vec {X}}(\alpha ,\varphi )=(a\cos \alpha ,a\sin \alpha ,{\frac {k\alpha }{2}})\ +\ (a\cos \varphi ,a\sin \varphi ,{\frac {k\varphi }{2}})\ .}
{\displaystyle ={\frac {1}{2}}(\delta _{1}(\alpha )+\delta _{2}(\varphi ))\ ,\quad } wobei
{\displaystyle d_{1}:\ {\vec {x}}=\delta _{1}(\alpha )=(2a\cos \alpha ,2a\sin \alpha ,k\alpha )\ ,\quad } und
{\displaystyle d_{2}:\ {\vec {x}}=\delta _{2}(\varphi )=(2a\cos \varphi ,2a\sin \varphi ,k\varphi )\ ,\quad }
zwei identische Erzeugerkurven sind.
In der Zeichnung liegt {\displaystyle P_{1}:\delta _{1}(\alpha _{0})} auf der Schraublinie {\displaystyle d_{1}} und  {\displaystyle P_{2}:\delta _{2}(\varphi _{0})} auf der (identischen) Schraublinie {\displaystyle d_{2}}. Die Sehnenmitte ist {\displaystyle M:{\frac {1}{2}}(\delta _{1}(\alpha _{0})+\delta _{2}(\varphi _{0}))={\vec {X}}(\alpha _{0},\varphi _{0})\ }.

## Praktische Vorteile einer Schiebfläche
in der Architektur
Eine Oberfläche (z. B. Dach) lässt sich leicht durch Anfertigung einer Schablone für die Kurve {\displaystyle c_{2}} und mehreren identischen Schablonen der Kurve {\displaystyle c_{1}} herstellen.  Die Schablonen können dabei ohne Mathematik mit künstlerischer Freiheit angefertigt werden. Bei der Positionierung der Schablonen ist nur darauf zu achten, dass sie nach dem Prinzip der Schiebfläche angebracht werden.
in der darstellenden Geometrie
Zur Erstellung einer Parallelprojektion einer Schiebfläche müssen 1) Projektionen der Schiebkurven hergestellt werden, 2) von der Projektion der Kurve {\displaystyle c_{1}} eine Schablone angefertigt und 3) mit Hilfe dieser Schablone verschobene Exemplare nach der Vorschrift der Schiebfläche eingezeichnet werden. Der Umriss der Fläche ergibt sich als Hüllkurve der mit der Schablone gezeichneten Kurven. Dies gilt sowohl für senkrechte als auch für schiefe Parallelprojektionen (Kavalierperspektive Vogelperspektive), aber nicht für Zentralprojektionen.
in der Differentialgeometrie
Aufgrund der einfachen formalen Beschreibung
{\displaystyle {\vec {x}}(u,v)=\gamma _{1}(u)+\gamma _{2}(v)\;}
einer Schiebfläche sind die partiellen Ableitungen von {\displaystyle {\vec {x}}(u,v)} einfache Ableitungen der beiden Kurven. Insbesondere sind gemischte partielle Ableitungen immer gleich {\displaystyle 0}. Also ist bei der Darstellung einer Fläche als Schiebfläche der Koeffizient {\displaystyle M} der zweiten Fundamentalform immer gleich {\displaystyle 0}. Dies erleichtert z. B. den Nachweis, dass eine Wendelfläche eine Minimalfläche (d. h. die mittlere Krümmung ist {\displaystyle 0}) ist.